# Kentropyx paulensis
Espèce
Synonymes
- Centropyx paulensis Boettger, 1893

Kentropyx paulensis est une espèce de sauriens de la famille des Teiidae.

## Répartition
Cette espèce se rencontre :
- en Bolivie ;
- dans le sud du Brésil.

## Étymologie
Son nom d'espèce, composé de paul et du suffixe latin -ensis, « qui vit dans, qui habite », lui a été donné en référence au lieu de sa découverte, l'État de São Paulo.

## Publication originale
- Boettger, 1893 : Katalog der Reptilien-Sammlung im Museum der Senckenbergischen Naturforschenden Gesellschaft in Frankfurt am Main. I. Teil (Rhynchocephalen, Schildkröten, Krokodile, Eidechsen, Chamäleons). Gebrüder Knauer, Frankfurt am Main, p. 1-140 (texte intégral).